# Maurice Ashley
Maurice Ashley (Saint Andrew, 6 marzo 1966) è uno scacchista statunitense di origine giamaicana, grande maestro.

## Biografia
Maurice Ashley è nato a Saint Andrew, in Giamaica. Ha frequentato la Wolmer's Boys School in Giamaica, per poi trasferirsi negli Stati Uniti quando aveva 12 anni. È andato alla Brooklyn Technical High School, e si è laureato al City College di New York in scrittura creativa.
Ashley ha affermato di aver scoperto gli scacchi in Giamaica mentre suo fratello giocava con i suoi amici.
Nel 1999 diventò il primo scacchista di colore ad ottenere il titolo di Grande maestro. Trasferitosi con la famiglia negli Stati Uniti a Brooklyn, si è laureato al City College of New York. Nel 2003 è stato nominato "Grande Maestro dell'anno" dalla United States Chess Federation.
Nel 2005 ha scritto il libro Chess for Success (con una prefazione di Will Smith), nel quale racconta la sua esperienza, sottolineando il valore educativo degli  scacchi. Raccomanda in particolare l'utilizzo degli scacchi per rimotivare i ragazzi con difficoltà scolastiche o con problemi familiari derivanti da situazioni di povertà. In tale ottica ha fondato una scuola di scacchi (Harlem Chess Center)  nel quartiere di Harlem a New York. Nel 2007 è tornato nel suo paese natale per prendere parte ad un torneo, diventando il primo grande maestro a partecipare ad un torneo in Giamaica.